# Eat It
«Eat It» es una canción interpretada por "Weird Al" Yankovic. Fue lanzada como el primer sencillo de su álbum "Weird Al" Yankovic in 3-D. La canción es una parodia de «Beat It» de Michael Jackson. El sencillo alcanzó la primera posición en las listas de popularidad de Australia y fue el sencillo más exitoso de Yankovic en los Estados Unidos hasta aquel entonces, alcanzando el puesto 12 en el Billboard Hot 100. «Eat It» ganó el Premio Grammy a la mejor grabación cómica en 1984. El sencillo fue certificado como un sencillo dorado por la Recording Industry Association of America el 19 de octubre de 1989.

## Listado de canciones
| Sencillo |                        |          |  |
| N.º      | Título                 | Duración |  |
| 1.       | «Eat It»               | 3:19     |  |
| 2.       | «That Boy Could Dance» | 3:32     |  |

| Relanzamiento (1985, 1993) |                      |          |  |
| N.º                        | Título               | Duración |  |
| 1.                         | «Eat It»             | 3:19     |  |
| 2.                         | «I Lost on Jeopardy» | 3:26     |  |

## Video musical
El video musical de la canción es un parodia del videoclip de «Beat It». Asimismo, el final del video es una parodia del final del videoclip de «Thriller», interpretada también por Michael Jackson. 

## Listas de popularidad
| Lista (1984)             | Posición más alta |
| ------------------------ | ----------------- |
| Australian Singles Chart | 1                 |
| Billboard Hot 100        | 12                |
| UK Singles Chart         | 36                |